# Montreal Gazette
Montreal Gazette (ранее The Gazette) — англоязычная ежедневная газета, издаваемая в Монреале (Квебек, Канада) концерном Postmedia Network. Одно из старейших периодических изданий Северной Америки и единственная англоязычная ежедневная городская газета в провинции Квебек.

## История
3 июня 1778 года в Монреале вышел в свет первый номер издания La Gazette du commerce et littéraire, pour la ville et district de Montréal. Его начал выпускать печатник Флери Меспле, уроженец Франции, перебравшийся в Монреаль за несколько лет до этого из Филадельфии. Газета, с сентября носившая имя La Gazette littéraire, pour la ville et district de Montréal, стала первым периодическим изданием в Квебеке, полностью выходившим на французском языке; её редактором стал адвокат Валентен Жотар. В своём первоначальном виде она, однако, просуществовала менее года. Её закрытие было связано с публикуемой в ней критикой в адрес религиозных и гражданских властей. 2 июня по приказу губернатора Квебека Фредерика Халдиманда Меспле и Жотар были арестованы и продолжали оставаться под арестом до сентября 1782 года.
Меспле вернулся к идее выпуска еженедельной газеты в 1785 году. Возобновлённое издание носило английское название Montreal Gazette и французское La Gazette de Montréal, его первый номер увидел свет 25 августа 1785 года. Общий объём недельного номера составлял четыре страницы, примерно половину которых занимала реклама (иногда выпускалось двухстраничное приложение). Согласно проекту газеты, Меспле планировал размещать в ней ежемесячные подборки новостей из Европы и Соединённых Штатов, а также литературные новинки. Цена подписки на газету была определена в 3 испанских доллара в год, цена одноразового рекламного объявления на английском или французском языке — в 1 испанский доллар (последующие размещения той же рекламы стоили вдвое дешевле). Редактором снова стал Жотар, переводивший французский текст публикаций на английский, после чего оба текста печатались в соседних колонках по образцу Quebec Gazette.
С конца 1780-х годов в Montreal Gazette стали часто появляться резкие политические материалы. Газета, ставшая рупором просвещённой франкоязычной публики Квебека, выступала за создание в Квебеке законодательного собрания и с вольтерьянских позиций критиковала церковные власти. После начала французской революции Gazette открыто выступала в её поддержку, чему, однако, был положен конец после того, как в 1793 году Франция объявила войну Великобритании. Несмотря на вольность тона, газета оставалась лояльной империи, и с 1790 года в её заголовке появился королевский герб, с тех пор с различными модификациями постоянно в нём остававшийся.
До 1794 года газета выходила по четвергам, затем по понедельникам. Она оказалась прибыльным предприятием — об успехах издательства Меспле свидетельствует тот факт, что в 1793 году он заказал во Франции новую гарнитуру. Меспле умер в начале 1794 года, и в следующем году за право продолжать его дело разгорелась борьба между издателями Эдвардом Эдвардсом и Луи Руа. В результате на протяжении более года в Монреале выходили одновременно два издания под названием Montreal Gazette. Однако уже к концу 1797 года газета Руа перестала издаваться, чему, возможно, способствовала нечестная конкурентная борьба со стороны Эдвардса, бывшего почтмейстером Монреаля и как минимум однажды отказавшегося доставлять газету Руа подписчикам.
За счёт использования более мелких, чем при Меспле, шрифтов Эдвардс сумел увеличить объём содержания, не увеличивая числа страниц издания. При нём газета представляла собой чисто новостное издание, на страницах которого появлялись официальные сообщения от властей, объявления разного характера и многочисленные перепечатки из британских и американских газет; всячески стремясь избежать вмешательства в политику, Эдвардс редко публиковал даже письма от читателей. Несмотря на это, в 1806 году одна из его публикаций, содержавшая тексты саркастических тостов монреальских коммерсантов на одном из банкетов, едва не привела к его аресту по обвинениям в клевете и подстрекательстве.
В 1807 году монополии Montreal Gazette пришёл конец в связи с прибытием в Монреаль сразу трёх профессиональных печатников. В мае начали выходить Canadian Courant и Montreal Advertiser Нахума Моуэра, в июле — Canadian Gazette/Gazette canadienne Джеймса и Чарльза Браунов. Уже в начале 1808 года Эдвардс, не выдержавший конкуренции и страдающий от ухудшающегося здоровья, продал свою газету Браунам.
В 1822 году Montreal Gazette полностью перешла на английский язык. Джеймс Браун продолжал издавать её до 1825 года, после чего издателем стал Томас Эндрю Тернер. Хотя Canadian Gazette перестала выходить после приобретения Браунами монреальского издания, Montreal Gazette долгое время конкурировала с другими городскими англоязычными изданиями, в числе которых были Montreal Herald (закрылась в 1957 году), Montreal Star (закрылась в 1979 году) и Montreal Daily News (выходившая до 1989 года). После этого она осталась единственной ежедневной англоязычной городской газетой в Квебеке и ведущим СМИ Монреаля в целом: по данным «Канадской энциклопедии», 69 % населения города читают её материалы хотя бы раз в неделю.
В 1968 году Gazette вошла в медиаконцерн Southam, который в 1996 году был продан медиакомпании Hollinger. Газеты, издававшиеся «Саутхэмом», затем были проданы в 2000 году компании Canwest Global, в 2010 году ставшей частью медиаконцерна Postmedia Network.

## Современное состояние
Печатный тираж Montreal Gazette в середине второго десятилетия XXI века составляет около 83,5 тысяч экземпляров по будним дням и около 96,5 тысяч экземпляров в субботу. Согласно данным института Vividata, занимающегося исследованием рынка потребления СМИ, в начале 2017 года бумажные копии Montreal Gazette по будним дням читало свыше 160 тысяч человек, интернет-страницы газеты — более 130 тысяч человек. В общей сложности ежедневная читательская аудитория газеты по будним дням составляла более четверти миллиона человек. Еженедельно (включая выходные) интернет-страницы газеты или её бумажные копии читало около 540 тысяч человек, в том числе бумажные копии — свыше 400 тысяч. Стационарную интернет-версию сайта посещают в месяц 536 тысяч читателей, просматривающих 3,7 миллиона страниц, мобильную версию — почти 500 тысяч, просматривающие 2 миллиона страниц. Из общей посещаемости стационарного сайта газеты лишь 32 % приходились на Квебек (41 % — Онтарио, 7 % — Атлантические провинции, 20 % — остальная Канада); 52 % посещений мобильной версии приходится на Квебек (Онтарио — 25 %).